# 沙嘴

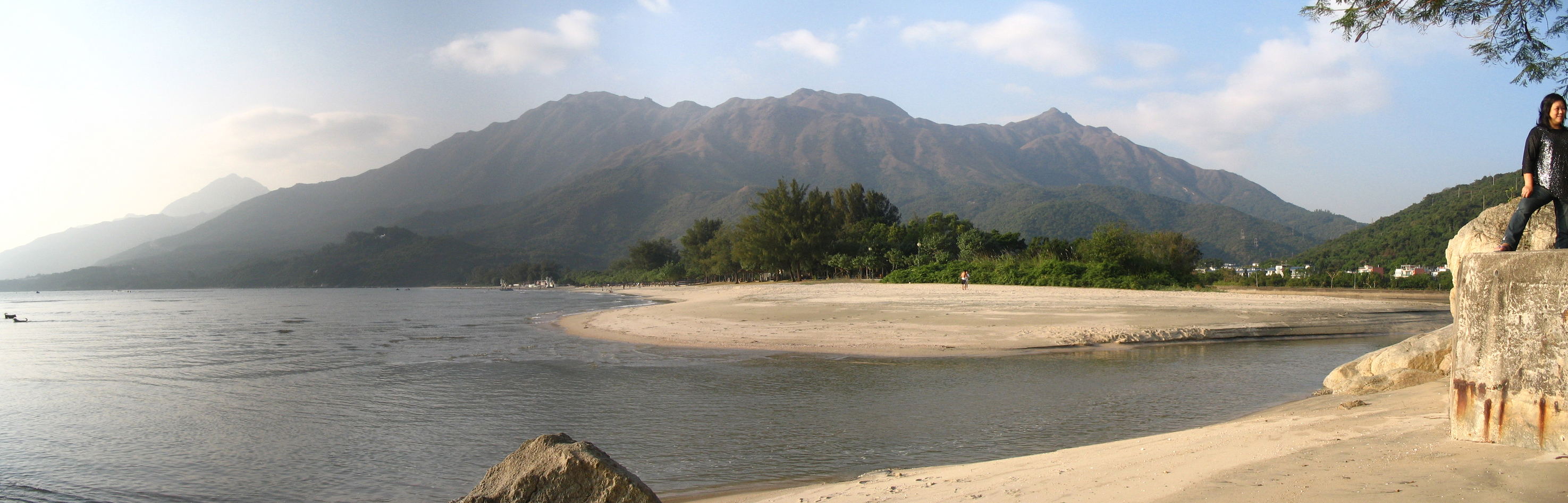
香港大嶼山的貝澳沙灘為一個伸入海中的沙嘴

沙嘴（沙咀）是一種沿岸形成的沉積地形，沙嘴是一種沙洲或海灘，常在小海灣、海灣、溺灣或河口旁形成，台灣東北角雙溪河位於福隆海水浴場的出海口就形成一個典型的沙嘴地形。

## 形成過程
沙嘴是一道沿岸的低矮狹長沙脊或卵石脊，一端和海岸相連，另一端則伸向海中，經常見於曲折海岸的灣口、海峽口、河口及凸岸處。當沙嘴橫伸到灣口時，其向海的一端或許會受深水區的波浪影響而彎曲，成為彎曲沙嘴，又稱為釣狀沙嘴。沙咀的形成是 由波浪和河流帶來的沉積物以沿岸漂移的形式搬運，因沿岸漂移不會受到海岸方向劇烈變化的影響，並繼續沿原來的方向移動， 在海灣口，沉積物並未隨著海岸線出現急彎而改變沉積方向；它們一直向海伸出，形成一個狹長的地形，稱為沙嘴。沙嘴常與沿岸漂移平行。